# جمال الصفار
جمال الصفار (عربی: جمال عبدالله الصفار؛ زادهٔ ۲۴ اکتبر ۱۹۷۱) دونده دو سرعت اهل عربستان سعودی بود.